# يوسف عادل شاه
يوسف عادل شاه (1450 - 1511) مؤسس سلالة العادل شاهية التي حكمت سلطنة بيجابور منذ ما يقرب من قرنين من الزمان.